# Cikalove, Prîazovske
Cikalove (în ucraineană Чкалове) este o comună în raionul Prîazovske, regiunea Zaporijjea, Ucraina, formată numai din satul de reședință.

## Demografie
Componența lingvistică a comunei Cikalove
     Ucraineană (80%)
     Rusă (18,95%)
     Alte limbi (0,1%)
Conform recensământului din 2001, majoritatea populației comunei Cikalove era vorbitoare de ucraineană (80%), existând în minoritate și vorbitori de rusă (18,95%).